# Escut de Famorca
L'escut de Famorca és un símbol representatiu oficial de Famorca, municipi del País Valencià, a la comarca del Comtat. Té el següent blasonament:
| « | Escut ibèric, truncat. Al primer quarter, en camper d'or, una creu flordelisada de gules. Al segon quarter, en camper de gules, tres cards d'or, ben ordenats. Per timbre, una corona reial oberta. | » |

## Història
Resolució del 29 de maig de 1992, del conseller d'Administració Pública. Publicat en el DOGV núm. 1.805, del 16 de juny de 1992.
S'hi representen, respectivament, les armes dels Roís de Liori i les armes parlants dels Cardona, marquesos de Guadalest i senyors de Famorca.